# Азарино
Азарино — деревня в Первомайском районе Ярославской области России.
Входит в состав Пречистенского сельского поселения. По переписи 2010 года в деревне прописан один человек.

## География
Рядом с деревней расположено несколько других населённых пунктов — северо-восточнее деревня Наквасино, западнее деревня Ильинское, восточнее деревня Ивановское, на юго-западе деревня Волосово, а на юго-востоке деревня Пуршево.
Имеется одна промышленная зона.

## Население
| 2007 | 2010 |
| ---- | ---- |
| 8    | ↘1   |